# Trichoniscus bassoti
Trichoniscus bassoti là một loài chân đều trong họ Trichoniscidae. Loài này được Vandel miêu tả khoa học năm 1960.